# Alucita atomoclasta
Alucita atomoclasta là một loài bướm đêm thuộc họ Alucitidae. Loài này có ở São Tomé và Principe.